# イギリス海軍の色別戦隊

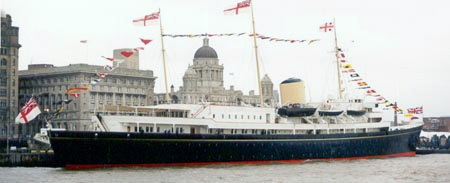
将官旗と代将旗を掲げたイギリス王室のヨット、ブリタニア号。白の旗のみが現在軍専用となっている。

イギリス海軍の色別戦隊（イギリスかいぐんのいろべつせんたい）とは、1625年から1864年まで続いた、イギリス海軍艦隊の区分の方法である。

## 概要

### 色別艦隊

現在のイギリス海軍の将官旗

現在のイギリス海軍の軍艦旗

かつての赤色艦隊軍艦旗、今は商船旗となっている

かつての青色艦隊軍艦旗、今は予備役用

イギリス海軍（イングランド海軍）は、元々は大提督（ロード・ハイ・アドミラル）が指揮を執っていた。他の役職として副提督（バイス・アドミラル）、後衛提督（リア・アドミラル）という役職もあったが、この2つはその時々の必要に応じて任ぜられるもので、固定されたものではなかった。
1625年に艦隊が拡張され、指揮系統をはっきりさせるため、艦隊を3つに区分してそれぞれを色分けすることになったと言われている。他にも、1620年のアルジェ遠征のために色分けされたとも、エリザベス1世の頃に既に発足していたとも言われている。この改革により、将官旗（フラッグ・オブ・コマンド）が赤・青・白に色分けされた。
その後、クロムウェルによる共和制の時代を経て、1660年に色分けされた艦隊が、さらに大将（赤色戦隊は元帥）・中将・少将のそれぞれの艦隊に分割されることになった。これにより、提督の定員が9名になった。またこの時期に、青と白の位置が入れ替わり、赤→白→青の順になった。海軍元帥から海軍少将までの、いわゆる提督（海軍将官）座乗の艦は、将官旗（フラッグ・オブ・コマンド）を掲げた。この場合、海軍元帥はユニオン・ジャック、赤色艦隊の提督は赤旗、白色艦隊の提督は白旗（白に赤十字のセント・ジョージ旗）、青色艦隊の提督は青旗で、元帥や大将の場合はメインマスト、中将はフォアマスト（前部マスト）、少将はミズンマスト（後部マスト）のそれぞれ天辺に掲げた。提督を旗将（フラッグ・オフィサー）、提督座乗の艦を旗艦（フラッグシップ）と呼ぶのはこれにちなむ。（図柄はを参照）
フラッグ・オフィサーの名称は、サミュエル・ピープスの発案ともいわれる。昇進の仕方は、まず青色艦隊の少将となったのち、白色艦隊の少将となり、そして赤色艦隊の少将、しかる後にまた青色艦隊に戻って中将となり、それから白色艦隊の中将へ…という順番だった。

### 軍艦旗（エンスン）
軍艦旗は、左上の4分の1の部分（カントン）にユニオン・ジャックが配置されていて、赤、白、青の3種類があり、それぞれ将官旗の色に合わせて用いられた。この旗は本来、艦尾旗竿（エンスン・スタッフ）に掲げられていたが、後部マストの帆装が18世紀末に改められ、帆を張る際に、艦尾旗竿が邪魔になることから、艦尾に掲げられるのは停泊中のみとなり、航海中はミズンマストの斜桁頂（ガフ・ピーク）に掲げられるようになった。一方、前方の艦首旗竿にはユニオン・ジャックが掲げられた。ユニオン・ジャックという名称は、本来軍艦に掲げられる時の名前であり、通常の国旗の場合は、ユニオン・フラッグと呼ばれる。

### 代将旗
代将（コモドアー）はこの当時、厳密には将官ではなかったが、乗艦のメインマストに、幅広燕尾旗（ブロード・ペナント）を掲げることを許可された。これもやはり赤、白、青の3色に分けられていて、どの色の艦隊旗下に所属するかで旗の色が決まった。
代将は、旗艦艦長を部下に持つ上級代将と、自らが艦長を務める下級代将とに分けられた。1806年には、下級代将の代将旗として、旗竿側に白丸を配置した燕尾旗が制定された。
（図柄はを参照）

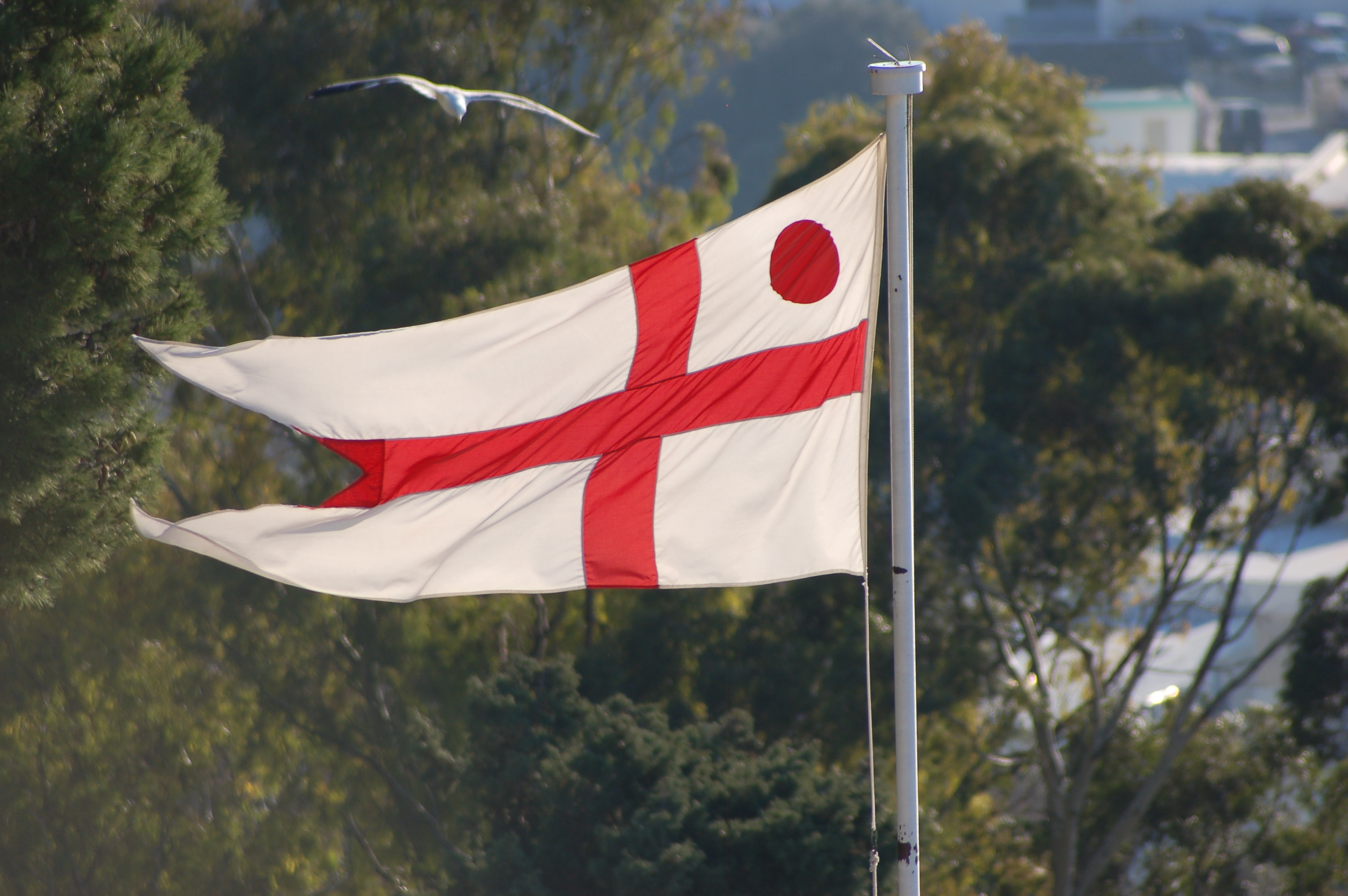
現在のイギリス海軍の代将旗

他に、就役期間中を示す就役旗があった。これも赤、白、青の三色があり、所属艦隊の色を使用した。海軍本部の直属の艦は、三色をあしらった就役旗を用いた。（図柄はを参照）
| 指揮官名及び旗名 | 赤色艦隊（主隊）                                            | 白色艦隊（前衛隊）                     | 青色艦隊（後衛隊）                   |
| ---------------- | ----------------------------------------------------------- | -------------------------------------- | ------------------------------------ |
| 大将             | アドミラル・オブ・ザ・フリート （ロード・ハイ・アドミラル） | アドミラル・オブ・ザ・ホワイト         | アドミラル・オブ・ザ・ブルー         |
| 中将             | バイス・アドミラル・オブ・ザ・レッド                        | バイス・アドミラル・オブ・ザ・ホワイト | バイス・アドミラル・オブ・ザ・ブルー |
| 少将             | リア・アドミラル・オブ・ザ・レッド                          | リア・アドミラル・オブ・ザ・ホワイト   | リア・アドミラル・オブ・ザ・ブルー   |
| 指揮官旗         | 大将 国旗または王室旗をメインマスト                         | 大将 白色旗をメインマスト              | 大将 青色旗をメインマスト            |
| 指揮官旗         | 中将 赤色旗を前部マスト                                     | 中将 白色旗を前部マスト                | 中将 青色旗を前部マスト              |
| 指揮官旗         | 少将 赤色旗を後部マスト                                     | 少将 白色旗を後部マスト                | 少将 青色旗を後部マスト              |
| 軍艦旗           | 赤色軍艦旗                                                  | 白色軍艦旗                             | 青色軍艦旗                           |

その後、艦隊が拡張され、また提督の定員も増えたが、海軍元帥（アドミラル・オブ・ザ・フリート）に限っては、1863年までは現役の最先任1名のみだった。1805年には、海軍元帥とは別に、赤色艦隊大将（アドミラル・オブ・ザ・レッド）が新たに加えられ、これは1864年まで続いた。昇進は、先任名簿順でおよそ2年毎に行われた。
ちなみに、1812年の提督の数は以下のとおりである。
- 海軍元帥 　　  　 1名
- 赤色戦隊大将 21名
- 白色戦隊大将 20名
- 青色戦隊大将 20名
- 赤色戦隊中将 22名
- 白色戦隊中将 19名
- 青色戦隊中将 24名
- 赤色戦隊少将 19名
- 白色戦隊少将 17名
- 青色戦隊少将 24名
- 合計 　　　  　    　187名

また、提督でありながら任務がなく、指揮官としての経験もない人物もいた。そういう提督は、検疫を表す黄旗になぞらえて、イエロー・アドミラルと呼ばれた。

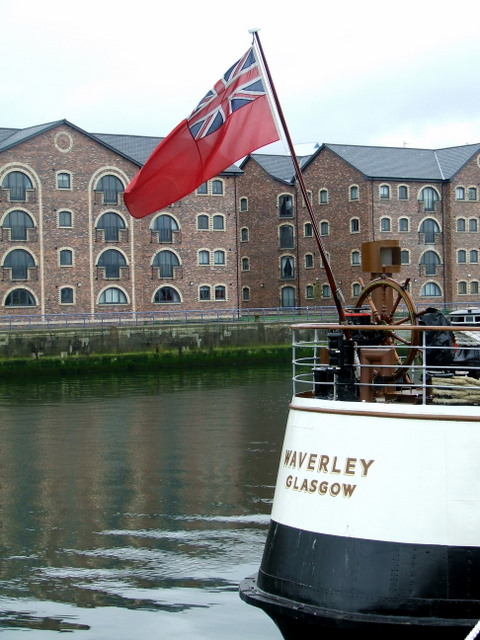
商船に使用される現在のレッド・エンスン

海戦の場合で、敵艦隊の旗の色と紛らわしい場合は、それと類似しない色が採られ、将官旗のみを所属の戦隊の色とした。
例えば、1782年のセインツの海戦では、フランス海軍の軍艦旗である王家の白地の旗と白色軍艦旗とが紛らわしいため、司令長官であるジョージ・ロドニーは、全艦隊赤色軍艦旗を掲げさせて戦闘に臨んだ。ただし、白色戦隊であったため、メインマストには白旗（セント・ジョージ旗）をつけていた。1794年のナイルの海戦や、トラファルガーの海戦でも、将官旗以外はすべて白色旗で臨んでいる。特に、トラファルガーの海戦の場合は、1805年10月10日のネルソンの命令「敵艦隊に遭遇時、わが指揮下の全ての艦は、白色旗を掲げること」によるものといわれる。
この色別艦隊の制度は1864年に廃止された。エンスンも、色別艦隊同様1864年に廃止されたが、白は軍用、赤は商船用、そして青は予備役用として使われ、現在にいたっている。